# Alain Meslet
Alain Meslet (Averton, 8 februari 1950) is een voormalig Frans wielrenner. Hij was beroepsrenner tussen 1976 en 1981, nam vijf maal deel aan de Ronde van Frankrijk en won in die ronde rit 22B op de Champs-Élysées in 1977. Daarnaast was hij tweemaal tweede in het Jongerenklassement ('witte trui') in 1976 en 1977.

## Palmares
1971
3e Frans kampioenschap voor militairen
1973
Winnaar Circuit des deux provinces
3e Parijs-Troyes
1974
Winnaar Kampioenschap van Bretagne
3e Frans Kampioenschap ploegentijdrit
1975
Eindklassement Boucles de la Mayenne
2e in Route de France
1976
Winnaar eindklassement Grand Prix du Midi Libre
Winnaar 1e etappe Grand Prix du Midi libre
1e etappe Parijs-Limoges
2e Frans kampioenschap
2e Promotion Pernod
1977
Winnaar 22e etappe deel B Ronde van Frankrijk
6e Grand Prix du Midi-Libre
1978
2e Grand Prix de Montauroux
1979
2e etappe B Tour du Tarn
1980
Winnaar 2e etappe Ronde van de Sarthe
2e Grand Prix de Monaco
1981
10e Grand Prix du Midi-Libre

## Resultaten in voornaamste wedstrijden
| \| Jaar \| Ronde van Italië \| Ronde van Frankrijk \| Ronde van Spanje \| \| ---- \| ---------------- \| ------------------- \| ---------------- \| \| 1976 \| \| 24e \| \| \| 1977 \| \| 10e (1) \| \| \| 1979 \| \| 34e \| \| \| 1980 \| \| opgave \| \| \| 1981 \| \| 41e \| \|(*) tussen haakjes aantal individuele etappe-overwinningen |                  |                     |                  |
| Jaar | Ronde van Italië | Ronde van Frankrijk | Ronde van Spanje |
| 1976 |                  | 24e                 |                  |
| 1977 |                  | 10e (1)             |                  |
| 1979 |                  | 34e                 |                  |
| 1980 |                  | opgave              |                  |
| 1981 |                  | 41e                 |                  |